# Daniel Fila
Daniel Fila (ur. 21 sierpnia 2002 w Brnie) – czeski piłkarz, grający na pozycji napastnika. Od sezonu 2024/2025 gracz Venezia FC. Młodzieżowy reprezentant kraju.

## Kariera juniorska
Jako młodzik grał w takich klubach jak: TJ Sokol Otnice (2009–2010), SK Újezd u Brna (2010–2016), FC Zbrojovka Brno (2016–2017), SK Líšeň (2017), FC Zbrojovka Brno (2017–2020).

## Kariera klubowa
W Zbrojovce zadebiutował 6 listopada 2020 roku w meczu przeciwko FK Jablonec, wygranym 0:1, wchodząc na ostatnią minutę meczu. Pierwszą gola strzelił 14 marca 2021 roku również w meczu przeciwko FK Jablonec, przegranym 1:2. Do siatki trafił w 91. minucie. Pierwszą asystę zaliczył 11 kwietnia w meczu przeciwko Dynamowi Czeskie Budziejowice, wygranym 0:2. Asystował przy golu w 85. minucie. Łącznie w Brnie zagrał 21 ligowych meczów, strzelił gola i zanotował 3 asysty. 
9 lipca 2021 roku został zawodnikiem FK Mladá Boleslav za 500 tys. euro. W tym zespole zadebiutował 25 lipca w meczu przeciwko Viktorii Pilzno, przegranym 2:1, grając 35 minut. Pierwszego gola strzelił 6 dni później, w meczu przeciwko FK Jablonec, wygranym 3:0. Do siatki trafił w 11. minucie. Łącznie do 4 stycznia 2022 roku zagrał 19 meczów i strzelił 4 gole.

## Kariera reprezentacyjna
Zagrał 4 mecze, strzelił gola i zaliczył asystę w kadrze U-21.